# Josepha Weber

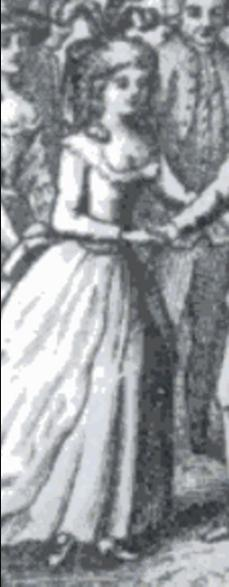

Josepha Weber (después Josepha Hoffer y después Josepha Mayer) (1758-29 de diciembre de 1819) fue una soprano clásica alemana, cuñada de Wolfgang Amadeus Mozart y fue la primera soprano en interpretar el papel de la Reina de la Noche de la ópera de Mozart La flauta mágica.

## Biografía
Nació en Zell en el Valle del Wiese, en Baden-Württemberg, Alemania. Hija de Fridolin Weber. Tenía tres hermanas menores (en orden descendente de edad): Aloysia, que estaba enamorada de Mozart y cantó en sus últimas óperas; Constanze, que se casó con Mozart en 1782; y Sophie. Su medio primo hermano (hijo del medio hermano de su padre) fue el compositor Carl Maria von Weber. 
Josepha creció principalmente en Mannheim y se trasladó con su familia en primer lugar a Múnich, luego a Viena, siguiendo la carrera de cantante de su hermana Aloysia. 
Después de su actuación como la Reina de la Noche en el estreno exitoso de La flauta mágica en 1791, siguió actuando en este papel hasta 1801 a la edad de 43 años. 
Se casó dos veces. Su primer marido (con el que se casó el 21 de julio de 1788 en la Catedral de San Esteban de Viena fue el músico Franz de Paula Hofer (1755-1796). Hofer era violinista en la corte imperial en 1789. Su segundo marido (1797) fue el cantante Sebastian Mayer (1773-1835). Mayer fue el primero en desempeñar el papel de Pizarro en la ópera de Ludwig van Beethoven, Fidelio. 
Josepha Mayer se retiró del canto en 1805 y murió en Viena el 29 de diciembre de 1819.